# Mestre Irineu
Raimundo Irineu Serra (São Vicente Ferrer, 15 de dezembro de 1892 — Rio Branco, 6 de julho de 1971), mais conhecido como Mestre Irineu ou Mestre Juramidam, foi um seringueiro e líder espiritual brasileiro, fundador da doutrina do Santo Daime.
No início do século XX migrou do Maranhão para o Acre, como muitos nordestinos que buscavam trabalho durante o ciclo da borracha. Nesse período atuou como soldado na fronteira entre Brasil e Peru. Foi em vivências na floresta amazônica que teve contato com a ayahuasca, bebida ritualística utilizada por indígenas da região. A partir desse encontro, e segundo ele, sob orientação espiritual da Virgem da Imaculada Conceição, Irineu desenvolveu um sistema doutrinário próprio, rebatizada por ele como "Daime", em referência à ordem recebida da Rainha da Floresta, ou Virgem Maria: "Dai-me luz, dai-me força, dai-me amor".
A prática do Santo Daime é centrada no cristianismo popular e incorpora elementos afro-brasileiros, indígenas e esotéricos. Seus rituais são marcados por cânticos denonimados hinários, que orientam os trabalhos espirituais e promovem o autoconhecimento e a transformação moral. O culto é cristocêntrico e mariano, reverenciando Deus, Jesus Cristo, Nossa Senhora da Conceição, São José e São João Batista, além dos Caboclos da Floresta, com destaque para a linha dos Caboclos do Tucum, ligada diretamente à missão de Mestre Irineu.

## Biografia
Mestre Irineu era filho do ex-escravizado Sancho Martino e Joana Assunção, chegou no ano de 1912 ao estado do Acre, com dezenove anos de idade, afro-brasileiro de alta estatura, integrando o movimento migratório da extração do látex em seringais.
Em 1912 foi para Manaus, no Porto de Xapuri, onde residiu por dois anos, posteriormente trabalhando nos seringais da Brasiléia por três anos, e em Sena Madureira, onde residiu por mais três anos.
De volta a Rio Branco, foi para a Guarda territorial, até chegar ao posto de Cabo, e em seguida participou e passou no concurso para integrar a Comissão de Limites, entidade do Governo Federal que delimitava as fronteiras entre Acre, Bolívia e Peru, órgão este, comandado pelo Marechal Rondon. E foi o próprio Rondon que nomeou Irineu Tesoureiro da Tropa, um cargo de confiança.
Posteriormente retornou à floresta, de volta ao seringal, conheceu Antonio Costa, de quem se tornou grande amigo.
Faleceu em 6 de julho de 1971, aos 78 anos, em Rio Branco. Vestido com sua farda branca, foi velado na sede da doutrina, onde os principais hinários foram entoados durante todo o dia. A cerimônia contou com a presença da banda da Polícia Militar, que acompanhou o cortejo com marcha fúnebre.

## A doutrina do Daime
A experiência foi uma divulgação divina da Virgem Maria, aparecendo como a Rainha da Floresta. Irineu recebeu a tarefa de fundar uma doutrina espiritual, um sincretismo baseado na consagração da bebida consumida desde milhares anos, no contexto da cultura e simbolismo Cristão, utilizando ao mesmo tempo a sabedoria transcendental Indígena, Brasileira, Africana e Oriental.  Fundou um centro comunitário em 1930, onde deu início a criação do culto do Daime. Assim, Mestre Irineu e sua doutrina passaram a sofrer preconceitos e perseguições devido a predominância de afro-descendentes entre seus seguidores e pelo medo que as elites de então possuíam relacionados à movimentos tradicionais de origem afro-indígena como o Daime. 
Em 1945, os companheiros do Mestre Irineu tiveram a oportunidade de dispor de um terreno e assim estabelecer uma comunidade, nomeada 'Alto Santo'. Irineu começou a canalizar mensagens da dimensão espiritual, sob forma de simples hinos, o princípio guiando da doutrina. Ficou conhecido ajudando o seu ambiente que era interessado na sua obra espiritual. Desenvolveu-se igualmente como curador espiritual, especialmente nas situações onde os medicamentos eram ineficazes e o sofrimento não levava à nada.

## Mestre Império
O culto do Daime desenvolveu-se em redor do Mestre Irineu. Em 1971, ano de seu falecimento, já era conhecido sob o nome 'Mestre Império'. Com a morte de mestre Irineu, alguns de seus discípulos resolveram expandir a doutrina. Como não houve consenso, um grupo de daimistas, entre eles Sebastião Mota de Melo e Francisco Fernando Filho decidiram criar suas próprias igrejas, que se tornaram autônomas em relação ao Alto Santo.
Sebastião Jaccoud, companheiro de Mestre Irineu, relatou:
"Mestre Irineu, sendo ele Jesus Cristo, veio para reimplantar a Santa Doutrina" e que o Mestre Irineu "corrigiu orações como o Pai Nosso que ele havia ensinado como Jesus Cristo à humanidade, mas que foi alterado pelos diversos grupos religiosos que se proclamaram proprietários da palavra de Deus depois da crucificação."— Sebastião Jaccoud
Para alguns adeptos, o Mestre Irineu é tido como sendo o próprio Daime.